# ماركوس شولر
ماركوس شولر (بالألمانية: Markus Schuler)‏ (1 أغسطس 1977 بلوفينغن في ألمانيا - ) هو لاعب كرة قدم ألماني في مركز الظهير. لعب مع أرمينيا بيليفيلد وفورتونا كولن وماينتس 05 وهانوفر 96 و.

## روابط خارجية
- ماركوس شولر على موقع قاعدة بيانات كرة القدم.إي يو (الإنجليزية)
- ماركوس شولر على موقع بيانات كرة القدم. دي إي (الألمانية)
- ماركوس شولر على موقع عالم كرة القدم.نت (الإنجليزية)